# Prasocuris fairmairei
Prasocuris fairmairei es una especie de insecto coleóptero de la familia Chrysomelidae.
Fue descrita científicamente en 1866 por Brisout.